# Acupalpus nanellus
Acupalpus nanellus (лат.) — вид жуков рода Acupalpus из семейства жужелиц. Канада, США.

## Описание
Обитает в низинах на границах эвтрофных болот, на заболоченных берегах озёр, сфагновые болота и влажные луга. Затенённые места; мягкая, влажная почва, богатая органическими остатками, покрытая густой высокой растительностью (Рогоз, Typha). Ведёт ночной образ жизни; днём укрываются в подстилке из листьев, под отмершей травой и у основания пучков растений (Ситник, Juncus). Сезонность: март-август. Имаго зимуют на более высоких и сухих местах, в смешанных лесах и на берегах озёр; в листовой подстилке. Крылья диморфные: макроптерные (в основном) или субмакроптерообразные (неспособные к полёту). Изредка встречается в дрейфующем материале на берегах озёр, что указывает на способность к полёту. Вид был впервые описан в 1914 году американским энтомологом Томасом Линкольном Кейси (1857—1925).